# Жижемские
Жижемские (бел.  Жыжэмскія, пол. Żyżemscy) — белорусский княжеский род, старшая линия князей Смоленских. Род внесён в Бархатную книгу.
После разделов Речи Посполитой земли Великого Княжества Литовского вошли в состав Российской империи. Князья Жижемские, как и вся местная шляхта, должна была доказывать своё благородное происхождение. Род был признан в российском дворянстве без княжеского титула, внесён в VI часть дворянской родословной книги Минской губернии.

## Происхождение и история рода
Великий князь Смоленский Святослав Иванович в 1386 году напал на Великое Княжество Литовское (ВКЛ) и обложил Мстиславль, но его войска были разбиты в битве на реке Вихре, где великий князь погиб, а сыновья Глеб и Юрий попали в плен. Младший брат Юрий Святославович был поставлен Великим князем Смоленским, а старший, Глеб, стал заложником в ВКЛ.
Около 1392 года Глеб Святославович вернул себе престол Великого княжества Смоленского. При взятии Смоленска 23 сентября 1395 года великим князем литовским Витовтом, он снова попал в плен и княжество Смоленское вновь присоединено к ВКЛ. Сам князь получил в удел местечко Полонное и в составе литовских войск погиб в битве на Ворскле 12 августа 1399 года.
Его сын князь Дмитрий Глебович получил в вотчину имение Жижма на реке Жижме и имел двух сыновей князей: младший Иван Дмитриевич с прозвищем «Мал», «Манько» или «Манч» и старший Иван Дмитриевич с прозвищем «Шах». От первого происходит род князей Жижемских. От второго род князей Соломерецких (род угас в 1641 году). Князь Иван Дмитриевич «Мал» имел сына князя Михаила Ивановича по прозванию Жижемский, упомянут конюшим у польского короля и служившего в Раде, давшего своим прозванием фамилию князьям — Жижемские.
Князья Жижемские владели имением Жижмой (Лидский и Ошмянский поветы Виленского воеводства) до 1630-х годов. Позже, в основном, владели небольшими имениями около Минска.

### Русское подданство
В 1508 году князья Дмитрий и Василий Михайловичи Жижемские (внуки Ивана Дмитриевича «Мал») поддержали неудачный мятеж Глинских, эмигрировали из ВКЛ и перешли на службу к великим князьям Московским, где стали наместниками и воеводами. Их младшие братья Даниил (ум. до 1554), Тимофей (ум. после 1542) и Богдан (ум. ок. 1542) остались в Великом княжестве Литовском. От князя Тимофея Михайловича происходят существующие князья Жижемские.

## Известные представители
- Князь Жижемский Семён Данилович — наместник и воевода.
- Князь Жижемский Михаил Васильевич — голова и воевода.